# 소야 본선
소야 본선(일본어: 宗谷本線, そうやほんせん)은 홋카이도 여객철도 노선의 하나이다. 일본 홋카이도 아사히카와시에 있는 아사히카와역과 왓카나이시에 있는 왓카나이역을 잇는다.
아사히카와 ~ 신아사히카와 구간은 전철화되는데 신아사히카와 역 근처에 있는 차고로 드나드는 전동차 전용이며 노선 영업운행에는 쓰이지 않는다.

## 역사
2차 세계대전 이전에 일본령이었던 사할린섬 남부와의 연락을 목적으로 건설된 노선이다.
1898년에 아사히카와~나가야마 구간이 개통된 것을 시작으로, 1922년에 왓카나이 역 (현재의 미나미왓카나이 역)까지 개업하였다. 당시 개통된 오토이넷푸~왓카나이(현재의 미나미왓카나이 역) 구간은 나중에 덴포쿠 선으로 분리되는, 오호츠크해 연안으로 우회하는 루트였다.
이후 1922년부터 1926년까지 호로노베역을 경유하는 데시오 선이 건설되었고, 데시오 선은 1930년에 소야 본선으로 편입된다. 대신 오토이넷푸~하마톤베츠~미나미왓카나이 구간은 덴포쿠 선으로 분리되었다.
제2차 세계 대전 이후 사할린섬으로의 연락이라는 본디의 목적을 잃고, 홋카이도 북부를 관통하는 주요 노선이 되었다. 이후 1980년대의 적자선 폐지로 분기되는 모든 지선을 잃고 '나홀로 본선'이 되어 현재에 이르고 있다.
2000년 3월 키하 261계 기동차를 투입하여 특급 슈퍼 소야호로 운행을 시작하여 삿포로~왓카나이 간을 최속 4시간 57분에 연결하게 되었다. 2006년 봄부터는 야간에 운행되는 특급 열차인 리시리호가 임시 열차로 격하되어 여름 성수기에 한하여 운행하고 있다.
왓카나이역은 일본 최북단 철도 역이다.

## 운행 형태
삿포로 - 왓카나이간에 특급 열차를 운행하고 있다.

### 광역 운송
특급 열차는 삿포로역 - 왓카나이역 구간을 직통하는 "소야"를 1회 왕복, 아사히카와역 - 왓카나이역 구간을 운행하는 "사로베쓰"를 2회 왕복 운행하고 있다. "사로베쓰"에 대해서는, 삿포로 역 - 아사히카와 역의 특급 "라일락"과 간접 환승으로 연결되는 시간표로 운행하고 있다.
이 외에, 세키호쿠 본선 계통의 열차로, 특급 "오호츠크", "다이세쓰", 특별 쾌속 "기타미"를 운행하고 있다.

### 지역 운송
나요로 역을 경계로 남북의 운전 계통이 나뒤며, 직통하는 경우에도 반드시 열차 번호가 바뀐다.
쾌속, 보통 열차는 모두 1인 운전이며, 문은 기본적으로 앞 칸만 열린다. 유인역 중 영업시간 내에 개찰구를 모두 이용할 수 있는 아사히카와 역은, 마지막 열차까지 모든 문을 열고, 영업시간 중 일부 시간에만 개찰구를 이용할 수 있는 유인역은, 미도리노마도(여행 안내소) 운영 시간에만 모든 문을 연다.

#### 아사히카와 역 - 나요로 역 구간

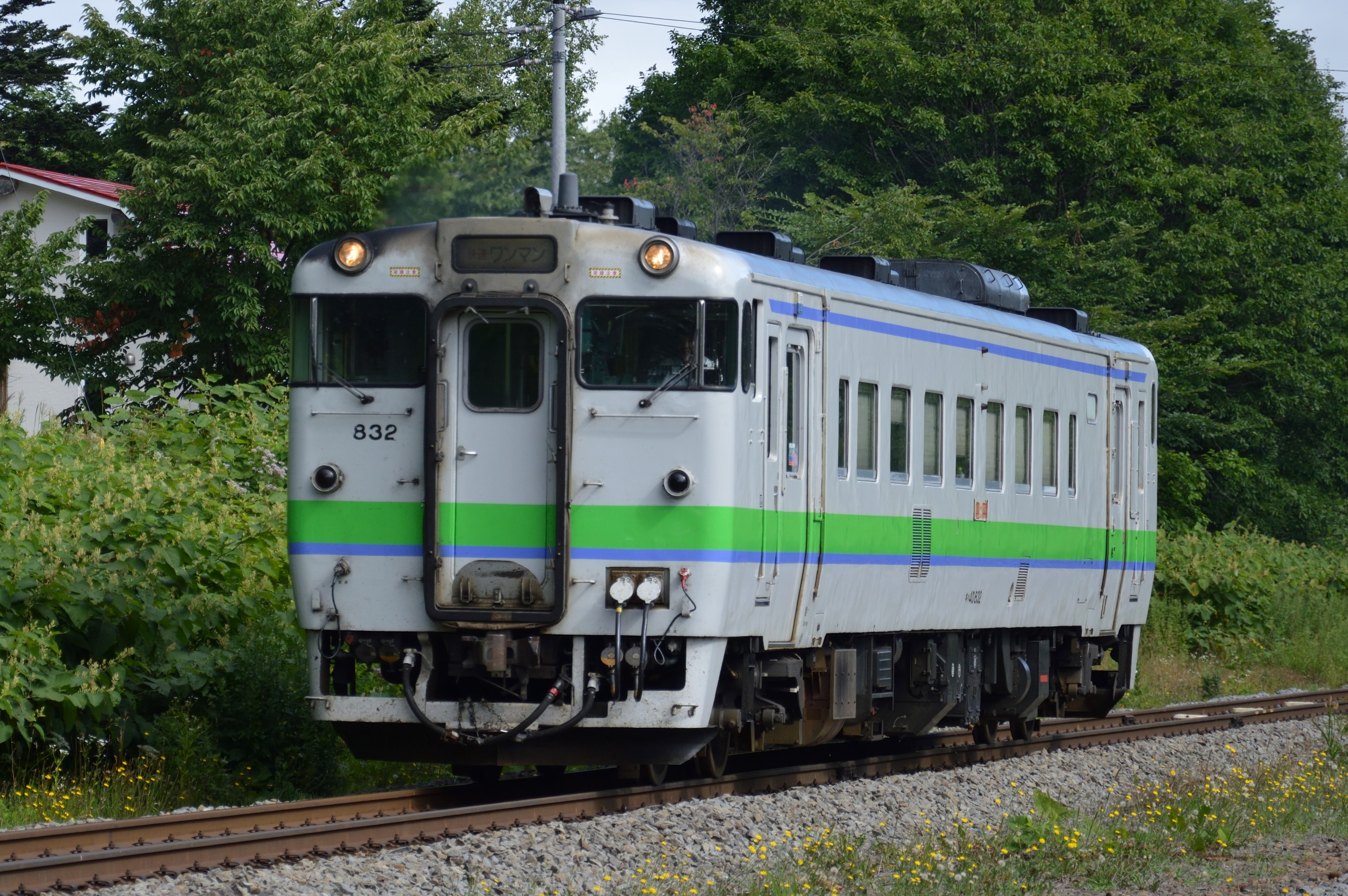
쾌속 "나요로" (2017년 8월 10일 시오카리역)

특급 열차를 보완하는 열자로써 주요역만 정차한다. 쾌속 "나요로"가 아사히카와 역 - 나요로 역 구간을 하루 4회 왕복 (상행선 1편은 나요로 역 이후 구간을 보통 열차로 오토이넷푸무라 역까지 직통) 운행한다.
보통 열차는 세키호쿠 본선 연결 열차를 제외하고, 아사히카와 역 - 나요로 역 구간을 하루 8회 왕복 (상행선 1편은 오토이넷푸무라 역으로, 하행선 1편은 왓카나이 역으로 직통), 아사히카와 역 - 핏푸 역 간을 4회 왕복, 아사히카와 - 나가야마 역 간을 2회 왕복 운행하고 있다. 일부는 기타나가야마역, 미나미핏푸역, 기타핏푸역, 히가시로쿠센역, 기타켄부치 역, 시모시베쓰역, 미즈호 역,카나이 역으로 직통), 아사히카와 역 - 핏푸 역 간 4회 왕복, 아사히카와 역 - 히가시후렌 역 전부, 혹은 일부를 통과한다.
차량은 기하 40계를 중심으로 기하 54계 기관차도 사용한다. 통상 1-2량 편성으로 운전하지만, 나요로 발 아사히카와 행 상행 첫 열차는 3량 편성으로 운전한다.

#### 나요로 역 - 왓카나이 역

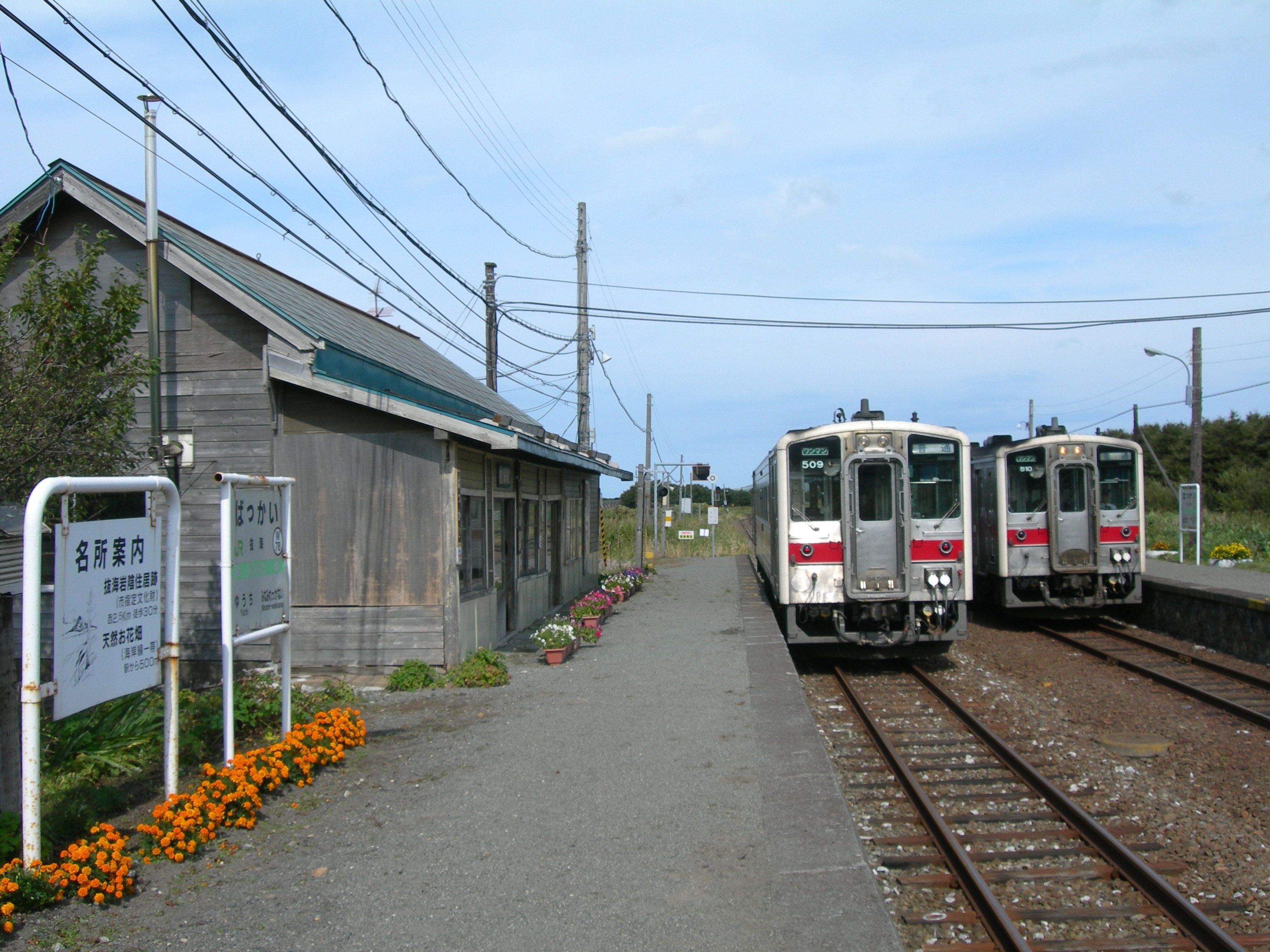
밧카이역에서 교행하는 보통 열차 (2009년 9월 18일)

이 구간의 보통 열차는 2016년 3월 26일 시간표 개정으로 감편되어, 현재의 편수가 되었다. 또한, 오토이넷푸 역, 호로노베 역에서 정차 중에 열차 번호가 바뀌는 열차가 존재하지만, 여기에서는 1편의 열차로 다룬다.
운전 편수는 나요로 역 - 왓카나이 역 간을 운행하는 열차가 하루 하행 2편, 상행 3편 (하행 1편은 아사히카와 역부터 보통 열차로 직통), 나요로 역 - 오토이넷푸 역 간의 열차가 2회 왕복 (하행 1편을 제외하고 아사히카와 역부터 쾌속, 보통 열차로 직통), 오토이넷푸 역 - 왓카나이 역 간의 열차가 하행 1편, 왓카나이 역 - 호로노베 역 간의 열차가 상행 1편이 있다. 구간 별로 보면, 나요로 역 - 오토이넷푸 역 간이 하행 4편, 상행 5편, 오토이넷푸 역 - 호로노베 역 간이 상하 각 3편, 호로노베 역 - 왓카나이 역 간이 하행 3편, 상행 4편이 된다. 이 중, 아침 상행 1편은 미나미비후카 역을, 야간 상행 1편은 데시오가와온센역, 몬포나이역, 하쓰노역, 미나미비후카 역, 지호쿠 역, 호쿠세이역을 통과한다.
차량은 (아사히카와 역 - ) 나요로 역 - 오토이넷푸 역 간 2회 왕복은 기하 40계이며, 나머지는 모두 기하 54계로, 모두 1량 편성으로 운전한다.

### 화물운송
아사히카와 역 - 기타아사히카와역은, 하코다테 본선 및 무로란 본선을 직통하는 형태로 고속 화물 열차 및 전용 화물 열차가 운행하고 있다. 모두 DF200계 디젤 기관차가 견인한다. 고속 화물 열차 중 상행 2편은 삿포로 화물 터미널 역을 경유하지 않고, 이와미자와역 - 도마코마이역 간을 무로란 본선 경유로 운행하는 혼슈행 직행편이고, 나머지는 하코다테 본선 삿포로 화물 터미널 역 행이다. 게다가 매년 가을부터 다음 해 봄까지 세키호쿠 본선의 임시 화물 열차 (통칭 다마네기 열차)가 기타아사히카와 역(화물역) - 기타미 역 간을 3회 왕복 운전한다. 이 열차에 대해서는, 운행 경로 상 신아사히카와 역과 엔가루역으로 방향 전환을 위해, 선두와 최후미의 기관차가 연결되어있는 동력 집중 방식 운전을 하고 있다.

### 그 외
2017년 기준으로, 일본에서 유일한 정기 제설 열차가 아사히카와 운전소의 DE15형을 사용해 12월 하순부터 다음해 3월 중순까지 1회 왕복 운전하고 있다.

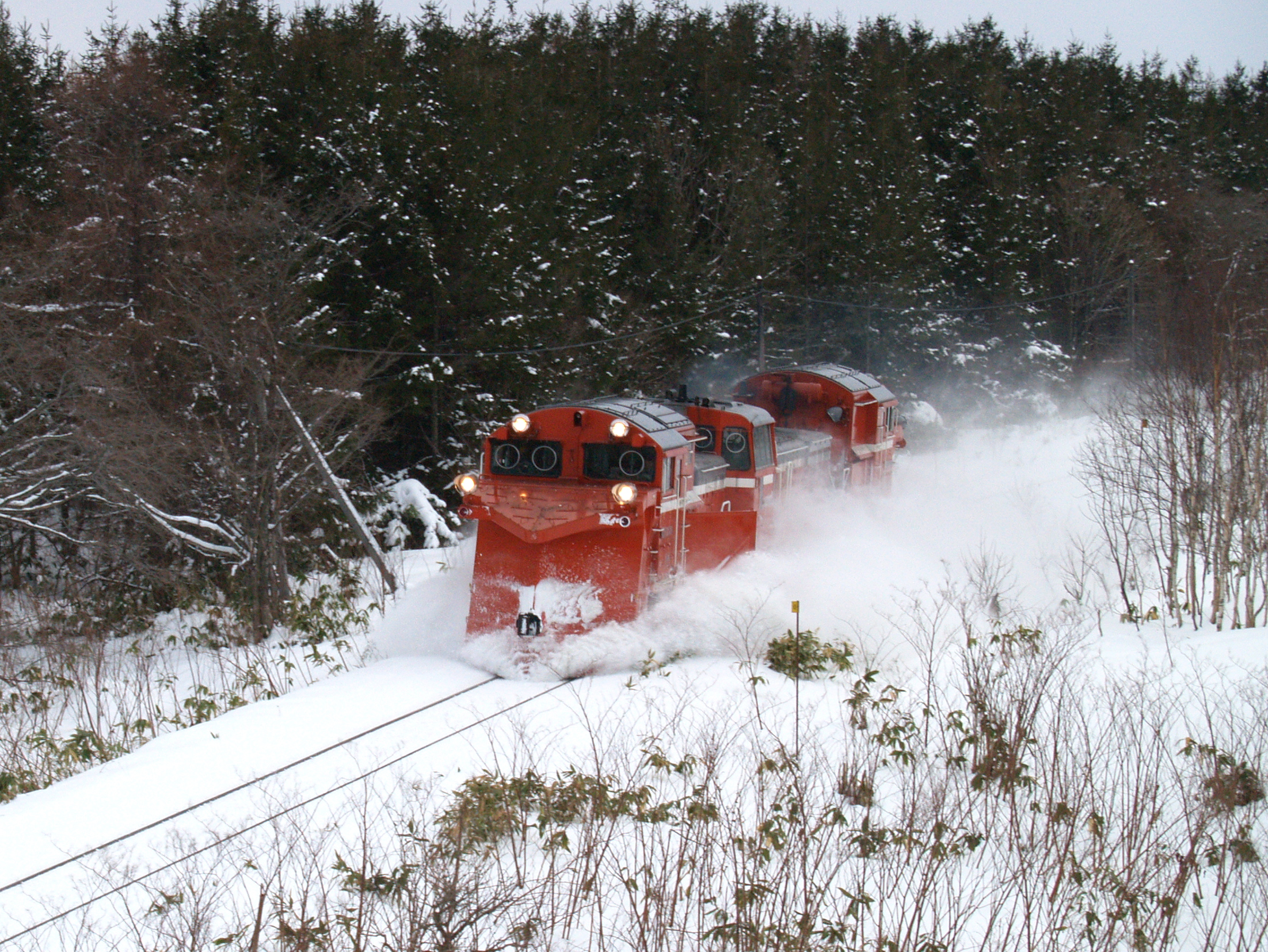
가동중인 DE15형(시모누마역 - 도요토미역 사이 2008년 1월3일)

## 차량

### 현재 사용 차량
여객 열차는 모두 디젤 동력분산식 열차로 운행하고 있다. 이 외에, 아사히카와 운전소 관련 회송 열차가 아사히카와 - 키타아사히카와 사이를 주행한다.
- 특별 열차
  - 기하 261계 (초기형) : 특급 "소야", "사로베쓰"
- 보통열차 (쾌속 "나요로" 포함)
  - 기하 40계 : 아사히카와 - 오토이넷푸무라 구간
  - 기하 54형 : 아사히카와 - 왓카나이 구간
- 화물 열차
  - DF200형 : 아사히카와 - 기타아사히카와 구간

### 과거 사용 차량
- 여객 열차
  - 14계 : 특급 "리시리", 급행 "소야", "덴포쿠", "리시리"
  - 스하 43계 : 급행 "리시리"
  - 50계 51형 : 보통 열차
- 기관차
  - 기하 183계 : 특급 "사로베쓰", "리시리"
  - 기하 22형 : 준급, 보통 열차
  - 기하 27형, 기하 56형 : 준급, 급행 열차
  - 기하 400형, 기하 480형 : 급행 열차

## 역 목록
※ 범례: ∥:복선 구간, ▽:복선/단선 구간 경계, ◇:교행 가능역, ｜:운전 간이역(단선 승강장)
| 역 번호 | 역 이름         | 일본어 이름 | 전철화 선로 형태 ※ | 영업 거리 (km) | 접속 노선               | 소재지       | 소재지       | 소재지       |
| ------- | --------------- | ----------- | ------------------ | -------------- | ----------------------- | ------------ | ------------ | ------------ |
| A 28    | 아사히카와      | 旭川        | ∥                  | 0.0            | 하코다테 본선 후라노 선 | 홋카이도     | 아사히카와시 | 아사히카와시 |
| A 29    | 아사히카와요조  | 旭川四条    | ∥                  | 1.8            |                         | 홋카이도     | 아사히카와시 | 아사히카와시 |
| A 30    | 신아사히카와    | 新旭川      | ∥                  | 3.7            | 세키호쿠 본선           | 홋카이도     | 아사히카와시 | 아사히카와시 |
| (화)    | 기타아사히카와  | 北旭川      | ▽                  | 6.6            |                         | 홋카이도     | 아사히카와시 | 아사히카와시 |
| W 31    | 나가야마        | 永山        | ◇                  | 9.3            |                         | 홋카이도     | 아사히카와시 | 아사히카와시 |
| W 32    | 기타나가야마    | 北永山      | ｜                 | 11.4           |                         | 홋카이도     | 아사히카와시 | 아사히카와시 |
| W 34    | 핏푸            | 比布        | ◇                  | 17.1           | 가미카와 군             | 홋카이도     | 핏푸정       |              |
| W 36    | 란루            | 蘭留        | ◇                  | 22.8           | 가미카와 군             | 홋카이도     | 핏푸정       |              |
| W 37    | 시오카리        | 塩狩        | ◇                  | 28.4           | 가미카와 군             | 홋카이도     | 왓사무정     |              |
| W 38    | 왓사무          | 和寒        | ◇                  | 36.3           | 가미카와 군             | 홋카이도     | 왓사무정     |              |
| W 40    | 겐부치          | 剣淵        | ◇                  | 45.2           | 가미카와 군             | 홋카이도     | 겐부치정     |              |
| W 42    | 시베쓰          | 士別        | ◇                  | 53.9           | 시베쓰시                | 시베쓰시     |              |              |
| W 44    | 다요로          | 多寄        | ｜                 | 61.7           | 시베쓰시                | 시베쓰시     |              |              |
| W 45    | 미즈호          | 瑞穂        | ｜                 | 64.5           | 시베쓰시                | 시베쓰시     |              |              |
| W 46    | 후렌            | 風連        | ◇                  | 68.1           | 나요로시                | 나요로시     |              |              |
| W 47    | 나요로고등학교  | 名寄高校    | ｜                 | 74.1           | 나요로시                | 나요로시     |              |              |
| W 48    | 나요로          | 名寄        | ◇                  | 76.2           | 나요로시                | 나요로시     |              |              |
| W 49    | 닛신            | 日進        | ｜                 | 80.2           | 나요로시                | 나요로시     |              |              |
| W 51    | 지에분          | 智恵文      | ｜                 | 91.2           | 나요로시                | 나요로시     |              |              |
| W 52    | 지호쿠          | 智北        | ｜                 | 93.3           | 나요로시                | 나요로시     |              |              |
| W 54    | 비후카          | 美深        | ◇                  | 98.3           | 나카가와 군             | 비후카정     |              |              |
| W 55    | 하쓰노          | 初野        | ｜                 | 101.9          | 나카가와 군             | 비후카정     |              |              |
| W 57    | 온네나이        | 恩根内      | ｜                 | 112.1          | 나카가와 군             | 비후카정     |              |              |
| W 59    | 데시오가와 온천 | 天塩川温泉  | ｜                 | 121.5          | 나카가와 군             | 오토이넷푸촌 |              |              |
| W 60    | 삿쿠루          | 咲来        | ｜                 | 124.7          | 나카가와 군             | 오토이넷푸촌 |              |              |
| W 61    | 오토이넷푸      | 音威子府    | ◇                  | 129.3          | 나카가와 군             | 오토이넷푸촌 |              |              |
| W 62    | 오사시마        | 筬島        | ｜                 | 135.6          | 나카가와 군             | 오토이넷푸촌 |              |              |
| W 63    | 사쿠            | 佐久        | ◇                  | 153.6          | 나카가와 군             | 나카가와정   |              |              |
| W 64    | 데시오나카가와  | 天塩中川    | ◇                  | 161.9          | 나카가와 군             | 나카가와정   |              |              |
| W 66    | 도이칸베쓰      | 問寒別      | ｜                 | 175.8          | 데시오 군               | 호로노베정   |              |              |
| W 67    | 누카난          | 糠南        | ｜                 | 178.0          | 데시오 군               | 호로노베정   |              |              |
| W 72    | 호로노베        | 幌延        | ◇                  | 199.4          | 데시오 군               | 호로노베정   |              |              |
| W 73    | 시모누마        | 下沼        | ｜                 | 207.2          | 데시오 군               | 호로노베정   |              |              |
| W 74    | 도요토미        | 豊富        | ◇                  | 215.9          | 데시오 군               | 도요토미정   |              |              |
| W 76    | 가부토누마      | 兜沼        | ◇                  | 230.9          | 데시오 군               | 도요토미정   |              |              |
| W 77    | 유치            | 勇知        | ｜                 | 236.7          | 왓카나이시              | 왓카나이시   |              |              |
| W 79    | 미나미왓카나이  | 南稚内      | ◇                  | 256.7          | 왓카나이시              | 왓카나이시   |              |              |
| W 80    | 왓카나이        | 稚内        | ｜                 | 259.4          | 왓카나이시              | 왓카나이시   |              |              |